# Rohstoff

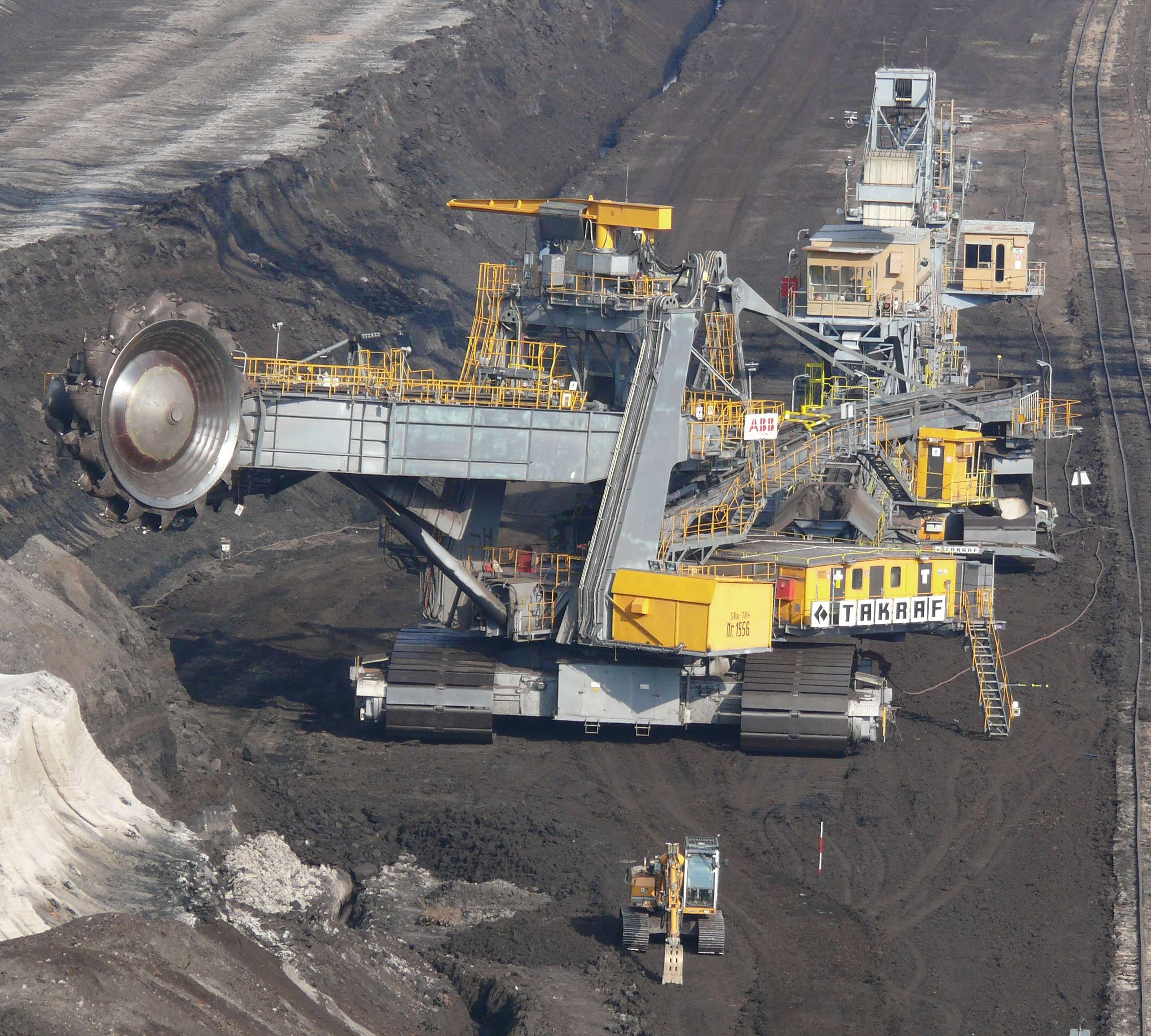
Schaufelradbagger beim Abbau von Braunkohle im Tagebau Cottbus-Nord

Rohstoffe sind die aus der Natur durch die Urproduktion gewonnenen unbearbeiteten Grundstoffe, die entweder sofort verbraucht oder einer industriellen Verarbeitung zugeführt werden.

## Allgemeines
Nicht zu den Rohstoffen gehören deshalb geringfügig bearbeitete Grundstoffe, Halbfabrikate, Halbzeuge, Vorleistungsgüter oder Zwischenprodukte, erst recht nicht Endprodukte. Können Naturprodukte unverarbeitet verbraucht werden, gehören sie zu den Rohstoffen.
Ebenso wenig sind Daten ein Rohstoff; sie werden durch die Nutzung nicht verbraucht. Um Daten zu nutzen, bedarf es einer Interpretation, damit eine Information oder ein Mehrwert entsteht. Daten als Rohstoff zu assoziieren ist irreführend, verkennt ihre nutzungsunabhängige Langlebigkeit und ist damit ein Teil der heutigen Datenschutzproblematik.

## Arten
Allgemein wird unterschieden zwischen Primärrohstoffen und Sekundärrohstoffen:
- Primärrohstoffe sind natürliche Ressourcen, die bis auf die Lösung aus ihrer natürlichen Quelle noch keine Bearbeitung erfahren haben. Sie werden aufgrund ihres Gebrauchswertes aus der Natur gewonnen und entweder direkt konsumiert oder als Arbeitsmittel und Ausgangsmaterialien für weitere Verarbeitungsstufen in der Produktion, im Bauwesen oder als Energieträger verwendet.
- Als Sekundärrohstoffe werden in Abgrenzung von den aus natürlichen Quellen stammenden primären Rohstoffen die durch Wiederverwertung (Recycling) gewonnenen Rohstoffe bezeichnet. Die Gewinnung und Nutzung beider Rohstoffarten ist Thema der Rohstoffwirtschaft und der jeweils relevanten, materialbezogenen Fachgebiete.

## Einteilung
Für die Klassifikation von Rohstoffen gibt es unterschiedliche Systeme. Häufig genutzte Kriterien zur systematischen Einteilung sind ihre natürlichen Eigenschaften, der Grad der Verarbeitung und der Regenerierbarkeit, die Herkunft und der Verwendungszweck.

### Natürliche Eigenschaften
Nach ihren natürlichen Eigenschaften werden organische und anorganische Rohstoffe unterschieden. Erstere stammen aus der belebten Natur. Zu ihnen zählen pflanzliche und tierische Stoffe einschließlich der Mikroorganismen. Die Quelle für anorganische Rohstoffe sind Ressourcen der unbelebten Natur einschließlich des Wassers und der Luft.

### Regenerierbarkeit
Nach dem Grad der Regenerierbarkeit werden die Rohstoffe in erneuerbare und nichterneuerbare eingeteilt. Erneuerbar sind nachwachsende Rohstoffe aus dem Tier- und Pflanzenreich, aber auch anorganische Stoffe wie Wasser, Luft und Sonne. Als nicht durch menschliche Einwirkung erneuerbar gelten mineralische und fossile Rohstoffe, die sich in geologischen oder astronomischen Zeiträumen gebildet haben (zum Beispiel Erdöl und Metalle).

### Herkunft
Rohstoffe entstammen den unterschiedlichen Bereichen der Erdsphären. Aus der Biosphäre werden die pflanzlichen und tierischen Stoffe, aus der Hydrosphäre das Wasser und die Fische, aus der Erdatmosphäre der Sauerstoff und aus der Lithosphäre die mineralischen Rohstoffe gewonnen. Orte der Erdoberfläche, an denen sich Rohstoffe in abbauwürdiger Form angereichert haben, werden als Lagerstätten bezeichnet. Die Bauwürdigkeit wird durch Faktoren wie die Menge, Qualität oder Lage des Rohstoffes bestimmt.

### Gewinnung und Verwendung
Nach der Art ihrer Gewinnung und dem Verwendungszweck werden Agrar- und Industrierohstoffe unterschieden.
Agrarrohstoffe werden von der Land-, Forst- und Fischereiwirtschaft geliefert. Sie können tierischen oder pflanzlichen Ursprungs sein. Rohstoffe wie Getreide, Fleisch, Fisch und organische Öle werden zu Nahrungs-, Genuss- und Futtermitteln weiterverarbeitet. Organische Abfälle können als Ausgangsstoff zur Biogasproduktion genutzt werden.
Erzeugnisse der Agrarproduktion, die als Grundstoffe für technische Verwertungszwecke dienen, wie Holz, Kautschuk, Baumwolle, Industrieobst, Heilpflanzen oder Raps, werden als industrielle pflanzliche Rohstoffe bezeichnet.
Industrierohstoffe aus anorganischen und fossilen Ressourcen werden vor allem als Bodenschätze im Bergbau gefördert. Sie werden in vier Gruppen eingeteilt:
- Energierohstoffe dienen der Erzeugung von Energie. Zu ihnen gehören fossile Rohstoffe wie Kohle, Erdöl und Erdgas, Luft, Wasser und Sonne als Grundlagen erneuerbarer Energie und das Uran als Rohstoff zur Erzeugung von Kernenergie.
- Chemische Rohstoffe wie Kalk oder Salz werden in der chemischen Industrie weiterverarbeitet.
- Metallrohstoffe werden aus Erzen gewonnen. Eisen, Aluminium und Stahl als Produkt von Eisen und Stahlveredelern bilden die Grundrohstoffe des Maschinen-, Schiff- und Automobilbaus. Edelmetalle wie Gold, Silber oder Platin sind nicht nur für die Schmuckindustrie entscheidend, sondern bilden zusammen mit Kupfer, Zinn und Halbleitern die Grundlage der Elektroindustrie und Elektronik.
- Bau- und Keramikrohstoffe sind Grundstoffe der Bauindustrie. Sie werden aus Gesteinen oder Sedimenten gewonnen. Wichtige Baustoffe sind Sand, Kies, Tonmineral, Kaolin und Werksteine.

## Geschichte
Rohstoffe wurden vom Menschen schon immer gewonnen, genutzt und gehandelt. Ganze Epochen der Ur- und Frühgeschichte wie die Steinzeit, die Bronzezeit oder die Eisenzeit sind nach Rohstoffen benannt, die diese geprägt haben.
Die Nachfrage nach Rohstoffen wird wesentlich vom jeweiligen technologischen Entwicklungsstand einer Zivilisation bestimmt. Im Zuge technologischer Wandlungsprozesse ändert sich stets auch die Rohstoffnachfrage: bisher nachgefragte Rohstoffe werden obsolet und es entsteht eine Nachfrage nach Rohstoffen, die bisher nicht benötigt wurden bzw. mangels verfügbarer Technologie nicht ausgebeutet werden konnten.
In der Neuzeit steigen seit Beginn der industriellen Revolution der Bedarf und die Ansprüche an Rohstoffe. Mit wachsenden Kenntnissen in der Geologie, Chemie und Werkstofftechnik werden immer mehr Rohstoffe und Rohstoffvorkommen entdeckt und neue Nutzungsmöglichkeiten gefunden.
Seit Publikation der Studie Die Grenzen des Wachstums 1972 und der anschließenden Ölkrise, die wirtschaftliche Stagnation und Zwangseinschränkungen für die Bevölkerung zur Folge hatte (zum Beispiel Sonntagsfahrverbot), ist auch der Öffentlichkeit vieler Industrieländer bewusst geworden, dass kein Rohstoff unbegrenzt verfügbar ist.
Heute werden mit 100 Milliarden Tonnen pro Jahr dreimal so viel Rohstoffe verbraucht wie in den 1970er-Jahren. 2012 war der Pro-Kopf-Verbrauch in Europa 4-mal höher als in Asien und 5-mal so hoch wie in Afrika. Deutschland lag 2012 mit einem Rohstoffverbrauch von 200 kg pro Kopf und Tag weltweit mit an der Spitze.

## Welthandel und Politik
Rohstoffe stellen mehr als ein Drittel aller Güter im Welthandel dar. Der globale Handel wird über organisierte Warenterminbörsen abgewickelt. Die Preisbildung wird dabei von oligopolartigen Marktstrukturen mitbeeinflusst. Viele Rohstoffe können nur unter Einsatz von erheblichen Investitionen gewonnen werden. Insbesondere die Ausbeutung von mineralischen und fossilen Stoffen konzentriert sich oft auf wenige multinationale Konzerne.
Anbau und Förderung sowie Weiterverarbeitung von Rohstoffen finden dabei häufig in unterschiedlichen Ländern statt. Dabei traten in den vergangenen Jahren verstärkt schnell wachsende Tigerstaaten wie Indien, Brasilien oder China als Käufer von Rohstoffen auf. Insbesondere die Nachfrage nach Eisenerz steigt von Seiten dieser Staaten an. Der Gegensatz zwischen exportierenden und importierenden Ländern, der sich seit Beginn des 20. Jahrhunderts herausgebildet hatte, ließ den Rohstoffhandel zum Gegenstand nationaler politischer Interessen werden. Grundzüge einer internationalen Rohstoffpolitik wurden bereits 1927 auf der Weltwirtschaftskonferenz in Genf festgelegt.
Insbesondere die rohstoffabhängigen Volkswirtschaften (Industriestaaten) benötigen einen freien Marktzugang zu den Ressourcen. Dies gilt vor allem für Buntmetalle, aber auch allgemein für wenig transparente Märkte wie beispielsweise den Recyclingmarkt. Hier werden in vielen Fällen wertvolle Rohstoffe wieder exportiert, obwohl sie im Inland gebraucht würden. Darüber hinaus verzerren einige rohstoffimportierenden Schwellenländer den Markt, da sie nur auf den Preis achten und nicht auf ethische, soziale und ökologische Kriterien in den Abbauländern. Dieser Versuchung, der durch die marktwirtschaftlichen Zwänge natürlich jederzeit auch Firmen aus den Industrieländern erliegen können, möchte die internationale Politik (EU, G7, UN u. a.) durch reglementierte, diskriminierungsfreie Exportmärkte verhindern.
Konflikte im Rohstoffhandel entstehen aus gegensätzlichen privatwirtschaftlichen und nationalen Interessen, besonders zwischen den Industrie- und den Entwicklungsländern. Die Notwendigkeit globaler Übereinkommen, die den steigenden Rohstoffbedarf einerseits und den Umweltschutz und die Ressourcenschonung andererseits berücksichtigen, führte zu einer Reihe internationaler Abkommen und Organisationen. Die wichtigsten von ihnen sind die UNCTAD als Interessensvertretung der Entwicklungsländer, die Welthandelsorganisation (WTO), das UN-Seerechtsübereinkommen, das die Ausbeutung der Meeresressourcen reguliert, der Antarktisvertrag und die OPEC als Vereinigung erdölexportierender Länder.

## Rohstoffmarkt

### Handelsplätze
Die weltgrößte Warenterminbörse ist die New York Mercantile Exchange (NYMEX). An dieser Börse werden Metalle, Energieprodukte, Agrarrohstoffe und andere Produkte gehandelt. Die Chicago Board of Trade (CBOT), gegründet 1848, ist die weltälteste Terminbörse und Teil der CME Group. Mehr als fünfzig verschiedene Termingeschäfte werden durch über 3.600 CBOT-Mitglieder sowohl durch Parketthandel als auch elektronisch abgewickelt. Eine weitere Börse ist die Chicago Mercantile Exchange (CME). An der CME werden vor allem Futures und Optionen auf unterschiedliche Waren gehandelt.
Für Industriemetalle, wie Aluminium, Blei, Kupfer, Nickel, Zink und Zinn, ist die London Metal Exchange (LME) zuständig. Außer bei Kupfer und Aluminium, die auch an der NYMEX in New York gehandelt werden, verfügt die LME bei allen anderen Metallen nahezu über eine Monopolstellung. Die ICE Futures (früher „International Petroleum Exchange“, IPE) ist Handelsplattform für die in Europa führende Ölsorte Brent. Sie ist die größte Terminbörse für Optionen und Futures auf Erdöl, Erdgas und Elektrizität in Europa.
Der London Bullion Market ist der wichtigste außerbörsliche Handelsplatz (englisch: Over-The-Counter, OTC) für Gold und Silber sowie einer der global bedeutenden Rohstoffhandelsplätze in London. Hier wird seit 1919 der Weltmarktpreis für Gold und seit 1897 der Weltmarktpreis für Silber festgestellt. Den Handel koordiniert die London Bullion Market Association (LBMA). Die Preisbildung für die Edelmetalle Platin und Palladium findet am London Platinum and Palladium Market (LPPM) statt. Der LPPM stellt wie der London Bullion Market die Ausnahme unter den Rohstoffmärkten dar: er ist keine Börse, sondern ein OTC-Markt.

### Rohstoffindizes
Die Preisentwicklung von 19 für den Welthandel relevanten Rohstoffen misst der Thomson Reuters/Jefferies CRB Index. Er wurde erstmals 1958 vom Commodity Research Bureau (CRB) in den USA berechnet. Der Index gilt als übergeordneter Indikator für den gesamten Rohstoffsektor. Der heutige Rohstoffindex, der den Namen CRB Index trägt, ist nicht mit dem historischen CRB Index vergleichbar. Er wurde 2005 grundlegend überarbeitet, als seine traditionelle Berechnungsmethode nicht mehr aktuell war. Der ursprüngliche CRB Index läuft seitdem unter dem Namen Continuous Commodity Index („Old CRB Index“) weiter.
Weitere Rohstoffindizes sind der Dow Jones-UBS Commodity Index (früher Dow Jones-AIG Commodity Index), der Rogers International Commodity Index (RICI) und der S&P GSCI (früher Goldman Sachs Commodity Index). Ein Nahrungsmittel-Preisindex der Ernährungs- und Landwirtschaftsorganisation (FAO) der Vereinten Nationen ist der FAO Food Price Index (FFPI). Er erfasst die Entwicklung der Weltmarktpreise von verschiedenen Agrarrohstoffen und Nahrungsmitteln. Der HWWI-Rohstoffpreisindex ist ein umfassender Rohstoffindex.
Im Gegensatz zu Rohstoffindizes spiegeln Rohstoffaktienindizes nicht die Wertentwicklung der Rohstoffe, sondern die der Aktiengesellschaften wider. Beispiele sind der NYSE Arca Gold BUGS Index (HUI), ein Aktienindex von internationalen Goldproduzenten und hauptsächlich Gold fördernden Bergbauunternehmen, und der Philadelphia Gold and Silver Index (XAU), in dem internationale Gold- und Silberproduzenten gelistet sind.
Über 90 % des Welthandels, fast 95 % des Außenhandels der Europäischen Union und nahezu 70 % des deutschen Im- und Exports werden über den Seeweg abgewickelt. Ein wichtiges Stimmungsbarometer für den Welthandel und damit auch für die Weltkonjunktur ist der Baltic Dry Index (BDI). Der BDI ist ein Preisindex für das weltweite Verschiffen von Hauptfrachtgütern (hauptsächlich Kohle, Eisenerze und Getreide) auf Standardrouten. Er wird seit 1985 täglich von der Baltic Exchange in London veröffentlicht.

### Rohstoffe als Anlageklasse
Rohstoffe stellen eine eigene Anlageklasse dar und gelten als alternative Investments. Aufgrund der hohen Volatilität ist diese Anlageklasse häufig auch Gegenstand spekulativer Investments. Eine Investition in Rohstoffe (Commodities) erfolgt meist nicht in physische Bestände, sondern in Termingeschäfte auf Rohstoffe oder börsengehandelte Exchange-traded Commodities (ETCs). Grundsätzlich werden bei Rohstoffinvestments vier große Gruppen unterschieden: Agrarrohstoffe, Edelmetalle, Industriemetalle und Energierohstoffe. Insbesondere die Geldanlage in Agrarrohstoffen ist ethisch umstritten. Mit Abstand populärstes Anlageprodukt sind Edelmetalle mit Gold an der Spitze. Gold wird häufig als Sicherung gegen Inflation und Krisensituationen angesehen.

## Ökologie
Die Rohstoffgewinnung im großen Maßstab kann zu erheblichen Umweltproblemen führen. Beispiele sind Schadstofffreisetzungen im Coltan- und Urantagebau, Ölunfälle, großflächige Rodungen und Überweidung für Holzgewinnung und Energiepflanzenanbau und die Zerstörung von Landschaften und Ökosystemen beim Braunkohletagebau. Um diese Gefahren zu minimieren, werden Verhaltenskodexe von Bergbauunternehmen, nationalen Regierungen und internationalen Organisationen erarbeitet. Überdies entwickelt die Internationale Gemeinschaft transparente Standards für ökologisch und sozial nachhaltige Praktiken in Bergbau, Rohstoffhandel und -verarbeitung. Jedoch ist deren Umsetzung in vielen Ländern häufig nicht oder nur eingeschränkt gewährleistet und überprüfbar, so dass es weiterhin zu erheblichen Schäden an Mensch und Umwelt kommt, die zum Teil irreversible Konsequenzen haben.

## Verfügbarkeit und Reichweite
Aus ökonomischer Sicht begrenzt in einer geschlossenen integrierten Volkswirtschaft bei gegebener Produktionstechnologie der knappe Produktionsfaktor das Wirtschaftswachstum. Sofern dieser knappe Faktor endlich oder nur beschränkt regenerierbar ist, ist nur dann ein weiteres Wirtschaftswachstum möglich, wenn grundsätzlich andere Produktionstechnologien eingesetzt werden, die diesen Faktor überflüssig machen. Sofern die Innovationsanstrengungen erst kurz vor der Erschöpfung des Rohstoffes in Angriff genommen werden, vollzieht sich der Übergang hin zu den neuen Produktionstechnologien krisenhaft. Wenn bereits lange vor der Erschöpfung Substitutionsversuche einsetzen und Prozessinnovationen erzielt werden, ist es naheliegend, dass alte und neue Techniken lange Zeit nebeneinander existieren, da die Einführung und Verbreitung letzterer zeitaufwändige Lernprozesse erfordert. Anschließend verschwinden die alten Verfahren und die von ihnen benötigten Ressourcen werden, sofern noch vorhanden, entwertet.
In einer offenen Volkswirtschaft, in der Import aus anderen Staaten durchführbar und somit eine Abmilderung der nationalen Auswirkungen des Ressourcenmangels möglich sind, kann sich ein Ressourcenmangel von einem Nachteil zu einem Vorteil entwickeln, wenn eine neue Produktionstechnik die alte in wichtigen Marktsegmenten überflüssig macht. Der nötige Import eines knappen Rohstoffes kann dann durch einen Export von durch neue Technologien erschlossenen Gütern abgelöst werden, wodurch der alte Rohstoff sowohl im eigenen Land als auch in anderen Staaten ökonomisch entwertet wird.
Die Statische Reichweite eines nicht-erneuerbaren Rohstoffs gibt die Zeitspanne in Jahren an, für die bei aktuellem Verbrauch die weltweit bekannten und förderwürdigen Vorkommen noch reichen werden. Da einerseits die weltweite Nachfrage nach Rohstoffen steigt, andererseits nach wie vor neue Lagerstätten gefunden werden, stellt diese nur ein grobes Maß für die langfristige Verfügbarkeit eines Rohstoffes dar. Die heute bekannten hochgradigen Rohstoffvorkommen haben eine begrenzte Reichweite von oft weniger als einhundert Jahren. Konflikte um Rohstoffe können zum Anlass globaler Machtpolitik werden. Es gibt Projekte für Tiefseebergbau z. B. um den Abbau von Manganknollen zu erforschen und auch theoretische Überlegungen für Asteroidenbergbau.
Bei mangelnder Verfügbarkeit steigen zunächst die Preise. Dies beeinflusst die Wirtschaftlichkeit aller von diesem Rohstoff abhängigen Verfahren und Produkte, fördert aber mittel- und langfristig auch die Erschließung von weniger ergiebigen Lagerstätten, die Entwicklung von Substituten (z. B. Photovoltaik statt Kohleverstromung), effizienteren Technologien und Recyclingverfahren.
Oft finden sich potentielle Rohstoffe von Natur aus oder nutzungsbedingt so fein in der Umwelt verteilt, dass eine wirtschaftliche Anreicherung auf absehbare Zeit nicht wirtschaftlich ist. Dies gilt etwa für die Gewinnung seltener Metalle aus dem Meerwasser, das z. B. einige Millionen Tonnen Gold enthält. Auch häufigere Metalle wie etwa Zink von verzinkten Eisenteilen werden durch Umwelteinflüsse allmählich in feinster Form zerstreut, analog zu Platin, das aus Fahrzeugkatalysatoren als Nanopartikel an die Umgebung abgegeben wird (vgl. Zunahme der Entropie).
In den letzten Jahren kam es daher vermehrt zu Diskussionen über die Reichweite der technologisch kaum ersetzbarer Metalle wie z. B. Indium. Von diesen sind oft nur wenige, lokal eng begrenzte Vorkommen verfügbar. Auch werden sie im Regelfall nur in so kleinen Mengen verwendet, dass sie derzeit praktisch nicht rückgewinnbar sind. Wegen ihrer hohen Bedeutung für elektronische Bauelemente und andere Zukunftstechnologien werden hier zum Teil kurzfristig Engpässe erwartet.